# 土著權威組織
土著權威組織（簡稱），是馬來西亞一個提倡馬來人至上的非政府組織，由依布拉欣阿里在2008年大選後成立並擔任主席。2014年時，土著權威組織聲稱其成員人數達42萬人。2010年9月，依布拉欣阿里表示60%的土著權威組織成員均為巫統黨員。但是，依布拉欣阿里和巫統秘書長東姑安南只承認部份巫統黨員是土著權威組織成員，否認兩者有聯繫。
據依布拉欣阿里表示，成立土著權威組織的目的在於保護《馬來西亞憲法》第153條，並捍衛土著權益免被某方面侵蝕。土著權威組織被認為是為感覺自己的權益被非馬來人挑戰的馬來人爭取和捍衛權益。
土著權威組織因對非馬來人（尤其是華人和印度人）和非穆斯林（尤其是基督徒）以責罵、動武及暴力的方式進行種族及宗教挑釁而為人所知。雖然土著權威組織成員持續煽動性言論對社會和諧構成威脅，但馬來西亞政府並沒有對此作出法律行動。
馬來西亞反對黨聯盟人民聯盟形容土著權威組織是一個法西斯主義組織。雖然大部份土著權威組織成員均是巫統黨員，依布拉欣阿里表示會探討土著權威組織註冊成為政黨的可能性，並表示有意參加2018年大選以挑戰巫統。依布拉欣阿里在土著權威組織第四次年度大會指控巫統在保衛馬來人利益時軟弱。

## 領導層
前馬來西亞國會議員依布拉欣阿里是土著權威組織的創辦人兼主席。

## 爭議

### 發表煽动性文章
2010年7月1日，土著權威組織的官方報章《土權之聲》在其首頁刊登一篇要求根據《马来西亚内安法令》拘押馬華公會青年團總團長魏家祥的文章，指他質問土著特權違反《馬來西亞憲法》第153條，但魏家祥反駁指控。翌日，《土權之聲》被馬來西亞內政部傳召，要求解釋。《土權之聲》的文章引起國民陣線成員黨巫統、馬華和國大黨的反彈。

### 反净选盟2.0遊行
2011年6月19日，土著權威組織舉行反净选盟2.0遊行。其主席依布拉欣阿里發表演說時，表示若净选盟2.0集會沒有取消，會發生類似五一三事件的種族衝突，故警告華人需要儲備糧食以作不時之需。此外，他又提醒華人在同年7月9日净选盟2.0集會當天留在室內地方，以免招惹麻煩。其演說引致朝野雙方的國會議員指責，認為他將爭取自由及公平選舉訴求的集會描繪成種族議題。巫統青年團團長凱里·嘉馬魯丁認為應該根據《1948年煽動法令》，對依布拉欣阿里進行調查。

### 派發白包事件
在2012年2月土著權威組織舉辦的農曆新年慶祝活動中，土著權威組織主席依布拉欣阿里被指向華裔年長公民派發內含1萬令吉的白包。由於白包被華人社會用作包裹帛金，此舉引發馬來西亞華人的不滿。馬來西亞華人領袖形容依布拉欣阿里的舉動是對華人的「不尊重」和「麻木不仁」。依布拉欣阿里其後對事件表示遺憾。

### 稱華人對國家安全構成威脅
2012年12月12日，土著權威組織主席依布拉欣阿里表示，馬來西亞華人挑動政治情绪，並指控他們忘記馬來西亞「像天堂」。他亦表示華人社群會對國家安全構成威脅，並指華人如果在經濟上和在政治上權力更大，便會出現類似五一三事件的種族衝突。

### 十字军东征威胁論
2011年5月12日，土著權威組織主席依布拉欣阿里表示基督徒推進基督教取代伊斯蘭教成為馬來西亞官方宗教的舉動猶如十字军东征，並批評基督徒不感恩。他亦表示閱讀了《馬來前鋒報》有關基督徒打算聯同民主行動黨將馬來西亞變成基督教國的新聞後，便打算發動聖戰對付基督徒。民主行動黨回應時批評馬來西亞政府拒絕拘押發表煽动性言論的依布拉欣阿里，證明巫統在背後支持土著權威組織。民主行動黨秘書長林冠英呼籲對依布拉欣所發表的所有言論進行全面調查。

### 呼籲焚燒馬來語《聖經》
2013年1月21日，土著權威組織主席依布拉欣阿里呼籲焚燒使用「真主」一詞的馬來語《聖經》。被馬來西亞華人公會和馬來西亞印度國民大會黨批評後，依布拉欣阿里又威脅會宣佈停止支持國民陣線。他又表示他無意冒犯基督徒以及煽动种族和宗教紧张局势，但認為焚燒馬來語《聖經》可防止穆斯林受基督教傳福音的影響而轉教。馬來西亞印度國民大會黨領袖威尔巴里回應時要求政府懲罰依布拉欣阿里，否則可能會流失非穆斯林選票。依布拉欣阿里其後因其言論涉嫌違反《1948年煽動法令》而被馬來西亞警察調查。

### 貶抑印度教
2013年3月29日，土著權威組織副主席朱基菲諾丁發表貶抑印度教的宗教布道，引發信奉印度教的政治人物對其作出批評。人民公正黨副主席苏仁德兰要求根據《刑事法法典》第298A段檢控朱基菲諾丁，他又指控朱基菲諾丁是首相納吉·阿都拉薩的緊密戰友，並認為巫統和國民陣線必须对針對印度教的亵渎言论和嘲讽負上责任。
馬來西亞印度國民大會黨要求朱基菲諾丁就其針對印度教的貶抑言論道歉。人權組織人民之声亦怒斥朱基菲，並要求選民在2013年大選中將他趕出國會。
朱基菲其後在同年4月1日就其言論引發印度人族群不滿致歉，但1天後，朱基菲被揭發在演說中使用一個對印度人來說極度冒犯的詞彙「吉灵」。

### 陳平之死
土著權威組織舉行示威，抗議將馬來亞共產黨前總書記陳平的遺體運回馬來西亞。 土著權威組織秘書長赛哈山警告馬华切勿堅持要求馬來西亞政府允許陳平的遺體歸葬馬來西亞，以免使馬來人招惹麻煩。

### 種族騷亂威脅
土著權威組織主席依布拉欣阿里警告馬來西亞境內其他種族，如果馬來人仍然維持在貧困水平，國家會發生另一場種族騷亂，並讚賞首相納吉實行土著经济计划是正確的決定，認為它有助提升馬來人的經濟地位。他表示由於馬來人的不滿足導致五一三事件發生。

### 查禁馬來語《聖經》
2013年10月17日，土著權威組織主席依布拉欣阿里要求馬來西亞政府禁止馬來語《聖經》，認為政府過於對馬來西亞的基督徒妥協，並認為基督徒不滿足，因為他們堅持在《聖經》中使用「真主」一詞。他認為「真主」一詞在馬來西亞只有穆斯林可以使用。他亦認為馬來人已經被「不感恩的基督徒」践踏，要求政府禁止馬來語《聖經》以示報復。他又形容捍衛基督徒使用「真主」一詞的民主行動黨秘書長林冠英是「豬」，並取笑基督徒因為他們的神沒有名字，所以才使用「真主」一詞。

## 批評
2010年7月9日，美國駐馬來西亞大使約翰·馬洛特形容土著權威組織是一群「激进分子」。
馬來西亞國會前反對黨領袖、民主行動黨國會領袖林吉祥表示，土著權威組織利用宗教、種族及民族主義作為手段，但已證明使用這些手段提升及改變馬來人的社會和經濟發展是过时和不相关的。
檳城民政黨官員峇日星指土著權威組織是馬來西亞版本的三K黨，認為它公開提倡种族主义、宗教极端主义和法西斯主义。他又指土著權威組織威脅對基督徒和其他種族和宗教發動聖殿的言論是煽动种族仇恨和社会不和谐。
土著權威組織亦被國民陣線的兩位華人領袖丁福南和罗秋俊形容為「種族主義者」。其後土著權威組織青年團領袖阿曼阿扎要求兩人道歉。罗秋俊拒絕道歉，並認為土著權威組織的行動是在隔離馬來西亞人。他亦表示，土著權威組織主席依布拉欣阿里在土著權威組織大會上舉起馬來短劍的行為是要使馬來西亞內部种族关系變得緊張。

## 外部連結
- 官方网站
- 土著權威組織的Facebook專頁
- 土著權威組織的X（前Twitter）